# Актау (Башкортостан)
Акта́у (баш. Аҡтау) — деревня в Акмурунском сельсовете Баймакского района Республики Башкортостан России.
С 2005 года имеет современный статус.

## Географическое положение
Расстояние до:
- районного центра (Баймак): 11 км,
- центра сельсовета (Акмурун): 5 км,
- ближайшей железнодорожной станции (Сибай): 42 км.

## История
Название происходит от названия горы Актау («ак» — белая и «тау» — гора).
Статус деревни, сельского населённого пункта, посёлок получил согласно Закону Республики Башкортостан от 20 июля 2005 года № 211-з «О внесении изменений в административно-территориальное устройство Республики Башкортостан в связи с образованием, объединением, упразднением и изменением статуса населенных пунктов, переносом административных центров», ст.1:

6. Изменить статус следующих населенных пунктов, установив тип поселения — деревня:

6)в Баймакском районе:…

а) поселка Актау Акмурунского сельсовета

## Население
| 2002 | 2009 | 2010 |
| ---- | ---- | ---- |
| 283  | ↗293 | ↘266 |

Национальный состав
Согласно переписи 2002 года, преобладающая национальность — башкиры (100 %).

## Религия
В деревне есть мечеть.